# Eva Gardner
Eva Gardner (ur. 17 lutego 1979) – basistka pochodząca z Los Angeles, współpracowała z takimi zespołami jak The Mars Volta czy Pink. Ukończyła Los Angeles County High School for the Arts, gdzie studiowała w klasie trębacza Bobby’ego Rodrigueza. Uzyskała tytuł magistra (z wyróżnieniem) etnomuzykologii na UCLA. Uczyła w Soundwall Music Camp. 
Była pierwszą basistką zespołu The Mars Volta. W styczniu 2005 grała na basie podczas australijskiej trasy koncertowej Veruca Salt. Gra również w zespole z Los Angeles o nazwie Lyra. We wrześniu 2007 grała u boku Pink na trasie koncertowej w Europie i RPA.
Eva Gardner jest córką basisty zespołu The Creation Kima Gardnera i często wymienia ojca jako swoje główne źródło inspiracji.

## Dyskografia

### ZThe Mars Volta
- Tremulant - EP (2002)

### Z Lyra
- Protocol - EP (2006)
- Move - EP (2007)